# Wola Sękowa

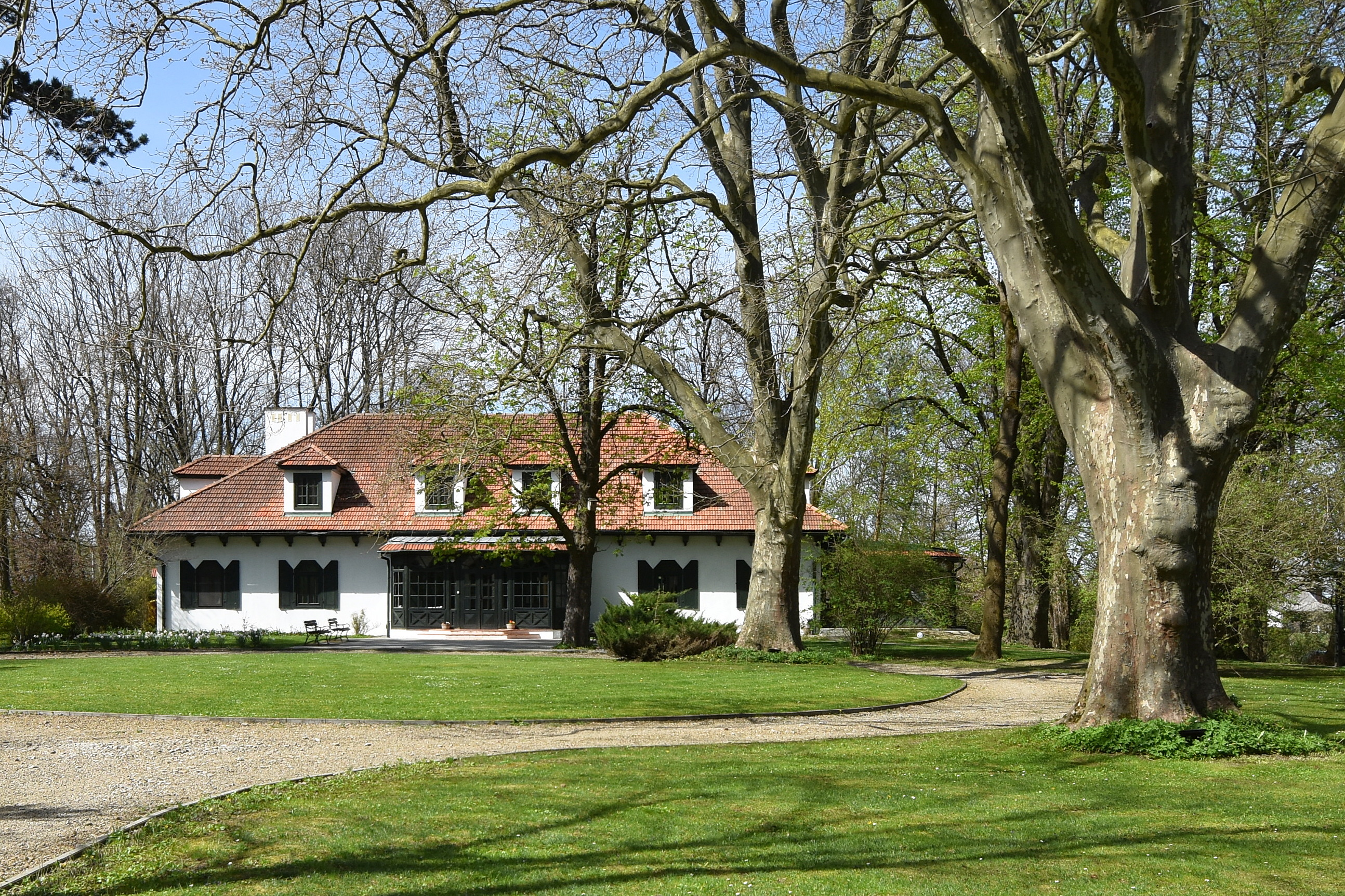
Zachowana oficyna dworska (2024)

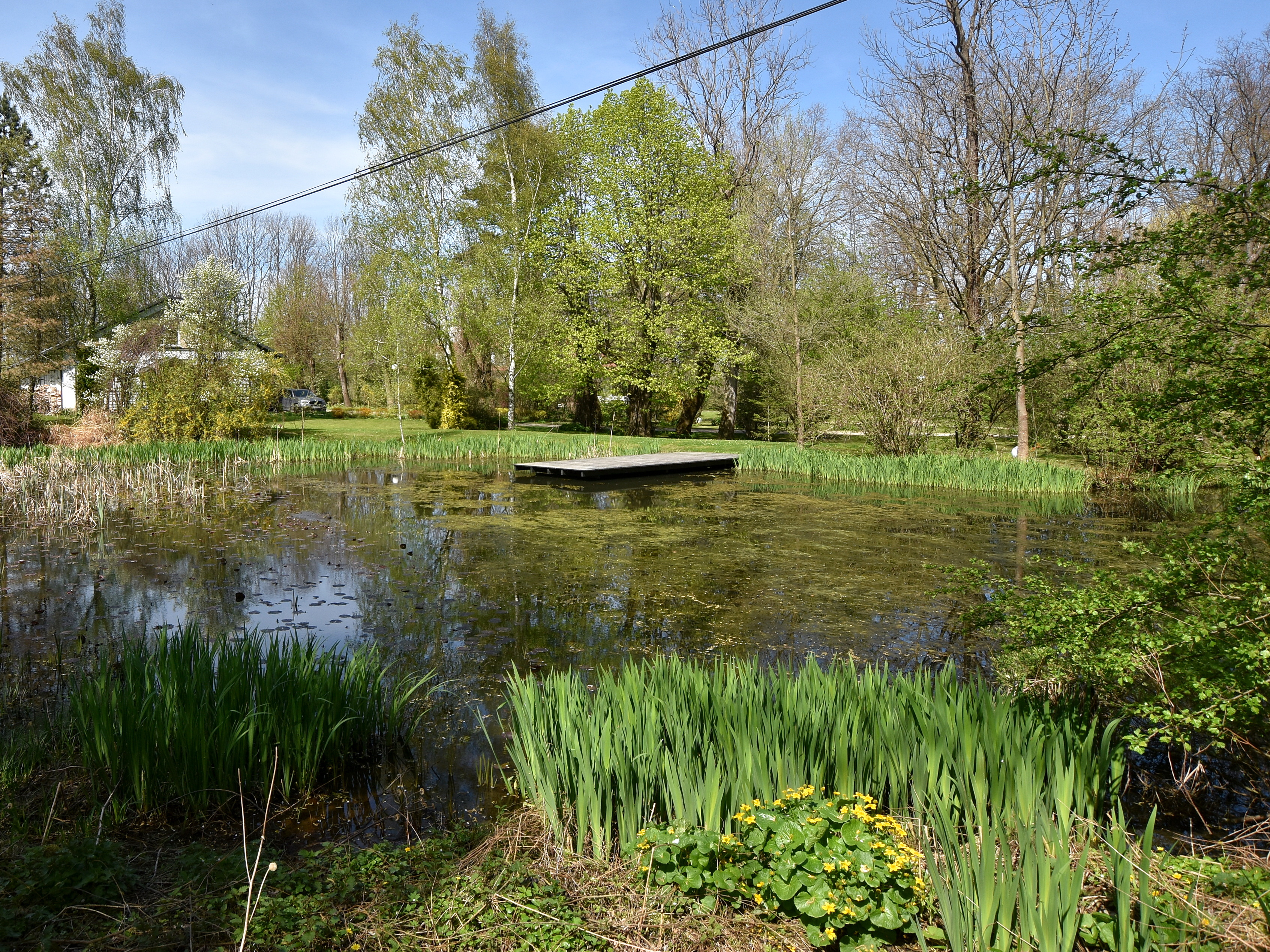
Park dworski

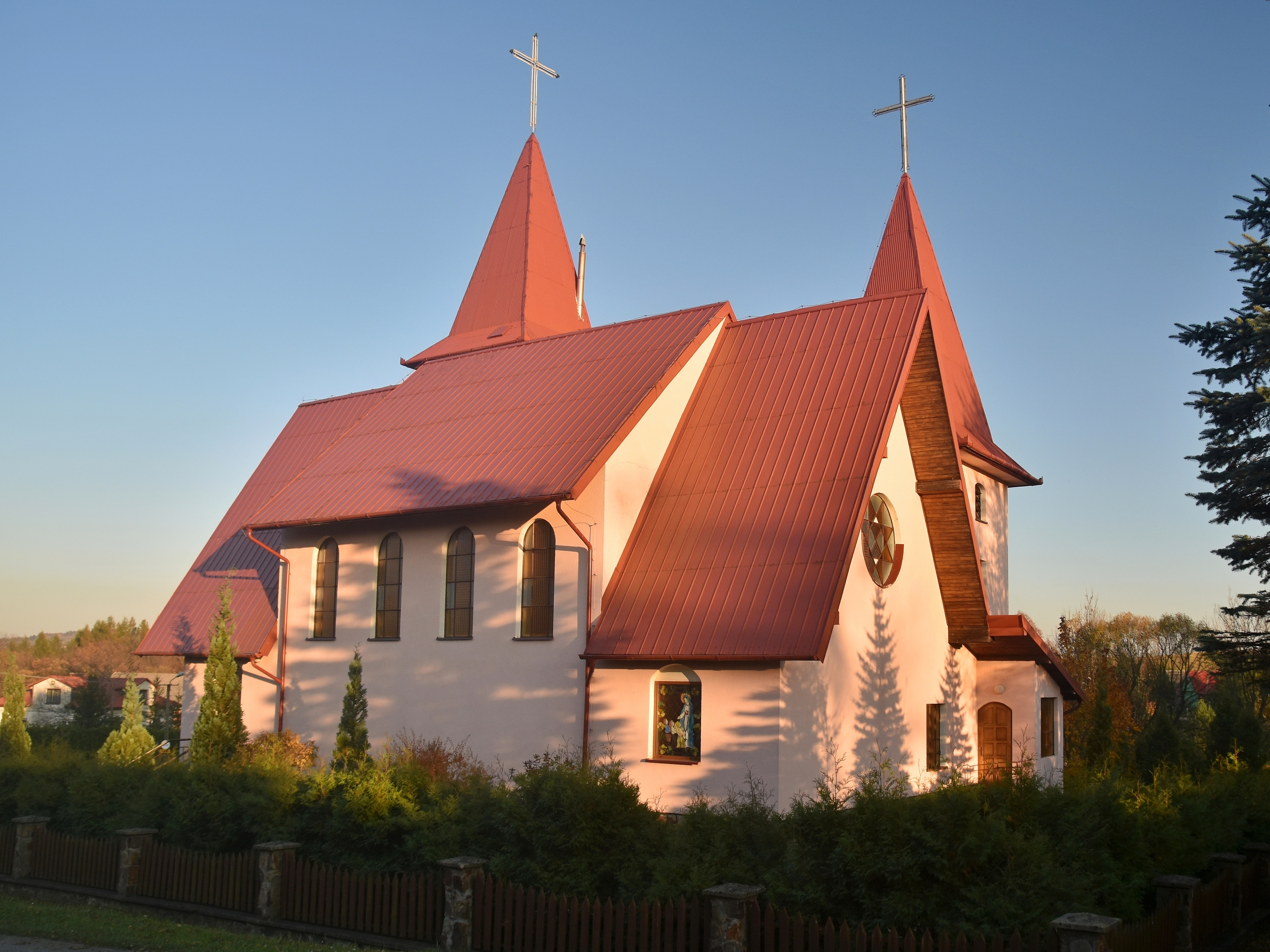
Kościół filialny Świętego Michała Archanioła

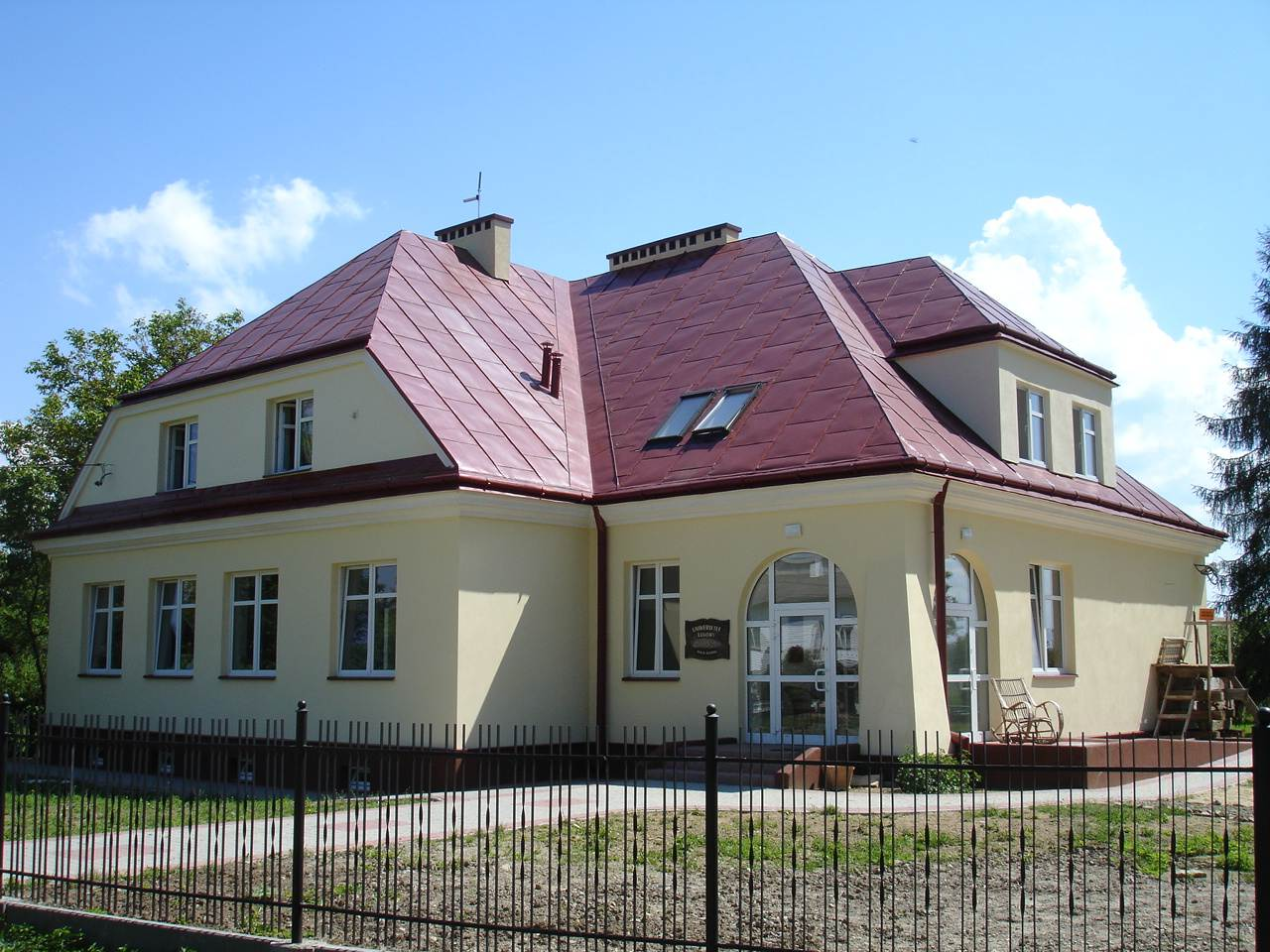
Uniwersytet Ludowy i galeria w Woli Sękowej

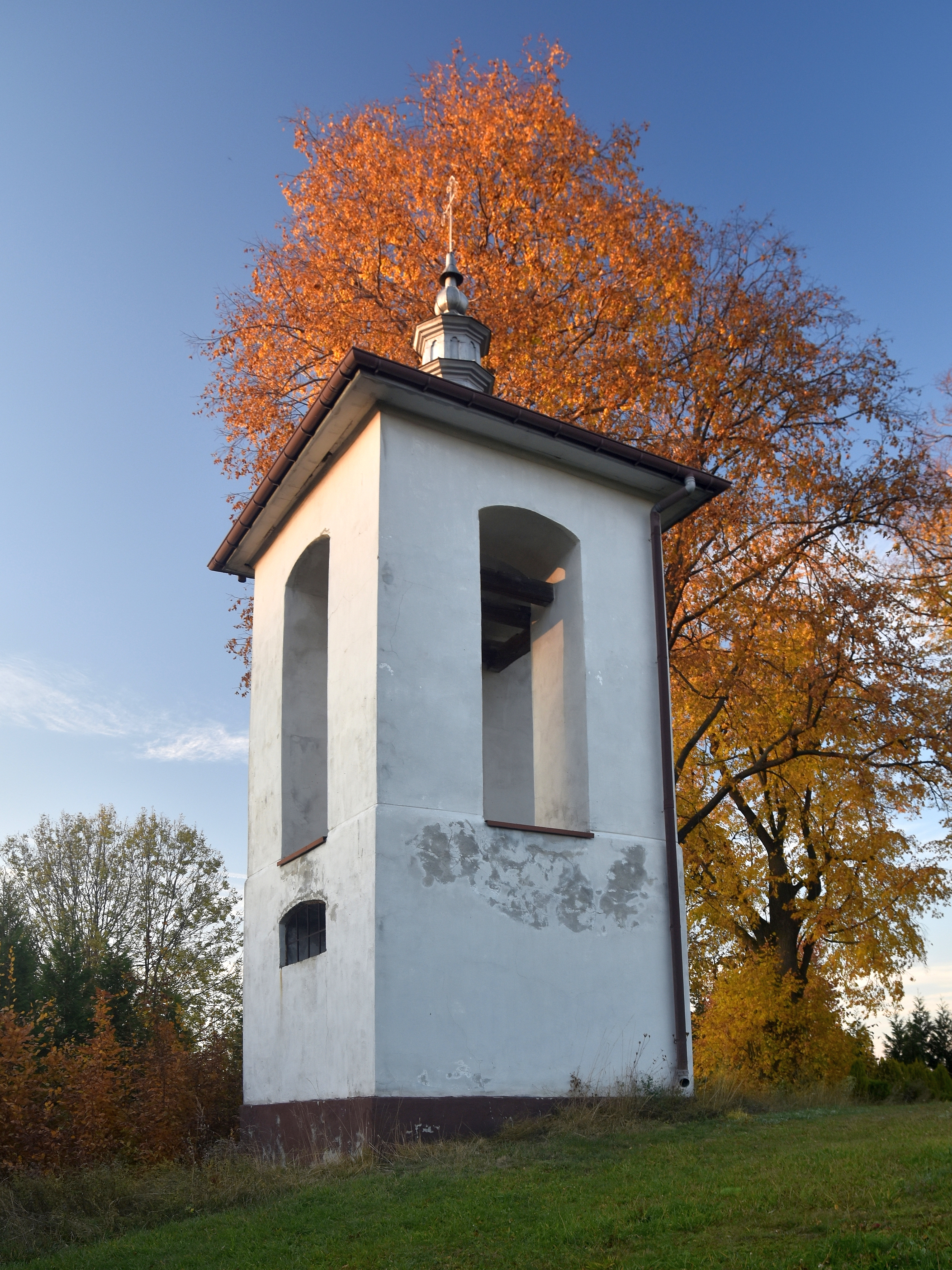
Zabytkowa dzwonnica cerkiewna

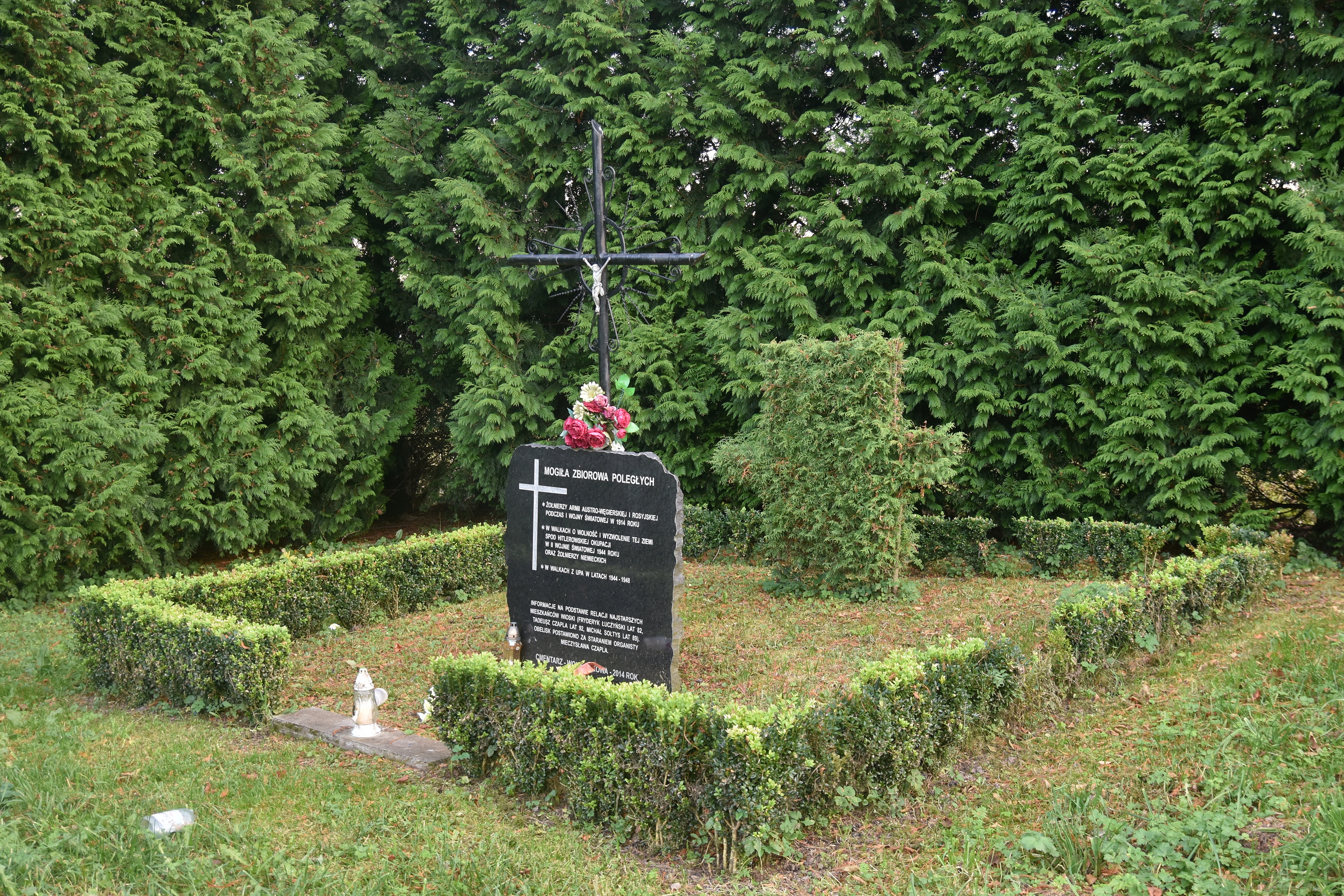
Kwatera wojenna na cmentarzu przycerkiewnym

Wola Sękowa – wieś w Polsce położona w województwie podkarpackim, w powiecie sanockim, w gminie Bukowsko. Leży nad potokiem Pielnica na Pogórzu Bukowskim. Ma status sołectwa.
W latach 1975–1998 miejscowość administracyjnie należała do województwa krośnieńskiego.

## Części wsi
| SIMC    | Nazwa         | Rodzaj    |
| ------- | ------------- | --------- |
| 0346780 | Dwór          | część wsi |
| 0346796 | Wola Jaworowa | część wsi |

## Historia
Od 1340 do 1772 ziemia sanocka, województwo ruskie. Od 1772 do 1852 cyrkuł leski następnie sanocki. Od 1867 powiat sanocki, gmina Bukowsko w Galicji.
Pierwsze wzmianki o Woli Sękowej pochodzą z 1493. Wioska nazywała się wtedy Trębowla i leżała nad potokiem Mąthyna (Mętnym, obecnie Pielnica). Dawne nazwy: Schąkowa (1526), Simkowa Wola (1532), Sziemkowa Wola (1589), Seńkowa Wola (1867). Lokacja wsi nastąpiła na prawie wołoskim.
Od 10 listopada 1634 własność Samuela de Stano. W 1717 Samuel i Bogusław, synowie Alexandra Stano, sprzedają Nagórzany, Nadolany, Wolę Sękową i Wolę Jaworową Józefowi Bukowskiemu, łowczemu lwowskiemu.
Ostatnimi właścicielami wsi od 1813 była rodzina Wiktorów herbu Brochwicz – szlachty osiadłej w Wiatrowicach, która tam posiadała dobra. Rodzina zamieszkiwała w miejscowym dworze. Do 1843 właścicielem posiadłości był Tomasz Wiktor, w 1845 majątek przejął Jakub Wiktor (w połowie XIX wieku był właścicielem posiadłości tabularnej w Senkowej z Jaworową Wolą i Zaliwa) i Józef Wiktor, na podstawie darowizny z 11 listopada 1884 przejął Władysław Jan Wiktor (posiadał na przełomie XIX/XX wieku, w 1905 posiadał we wsi obszar 240,8 ha). W 1911 właścicielami tabularnymi byli Wł. Wiktor oraz A. T. Z. i K. Poźniak, posiadający 349 ha. W 1922 dwór znalazł się w rękach jego syna, Andrzeja Wiktora, który zamieszkiwał we dworze z żoną, Olgą Didur-Wiktorową. Ostatnimi właścicielami byli Andrzej Brochwicz-Wiktor oraz jego siostra Regina z Brochowiczów Wiktorówna – sekretarka ambasadora polskiego we Włoszech, profesora Stanisława Kota, która poślubiła w 1946 r. w Rzymie poetę Romana Brandsteattera. Ojciec Andrzeja i Reginy, Władysław Wiktor, był ostatnim gospodarzem – właścicielem majątku. Skończył studia agronomiczne, dzięki czemu miał doskonałe przygotowanie rolnicze. Syn Andrzej nie poszedł w ślady ojca: został doktorem prawa, a majątek oddał w dzierżawę fachowemu gospodarzowi, Czechowi. W latach 1928–1935 dwór miał w dzierżawie Andrzej Szczepkowski, potem był we władaniu Adolfa Kuranta.
W skład wsi wchodził jeszcze przysiółek Wola Jaworowa, wólka Roztoki oraz osada dworska Poźniacze. W 1898 całkowita powierzchnia wsi wynosiła 13,86 km², odnotowano 1049 mieszkańców oraz 197 domów. W 1900 wieś liczyła 1061 mieszkańców, całkowita pow. wsi wynosiła wówczas 1628 ha.
Przed wojną istniała tu parafia greckokatolicka, która posiadała cerkiew filialną w mieście Nagórzany. Do parafii należały również m.in. Wola Jaworowa, Nowotaniec (Nowotaneć) i Nadolany. Obecnie w Woli Sękowej jest kościół filialny należący do rzymskokatolickiej parafii w św. Mikołaja w Nowotańcu. We wsi znajduje się stary cmentarz greckokatolicki.
W Woli Sękowej urodził się znany polski śpiewak operowy Adam Didur. W okresie II Rzeczypospolitej gośćmi dworu Wiktorów byli m.in. Jan Kiepura, Vittoria Calma i Mieczysław Fogg. Po wybuchu II wojny światowej w czasie okupacji niemieckiej we dworze wraz z Wiktorami zamieszkiwał dr Oskar Schmidt, przedwojenny założyciel fabryki wyrobów gumowych w pobliskim Sanoku. Mieścił się tu także sztab niemieckich wojsk okupacyjnych 68. Infanterie-Division, pod dowództwem Generalleutnanta Paula Scheuerpfluga.
We wrześniu 1944 podczas operacji dukielsko-preszowskiej we wsi stacjonowała niemiecka 68. Infanterie-Division (XXIV. Panzerkorps), broniąca pozycji przed nacierającym od wschodu radzieckim 67 Korpusem piechoty oraz 167 i 129 Korpusem strzelców (107 Dywizji Piechoty).
Wieś prawie doszczętnie spłonęła jesienią 1944 r. W trakcie walk pomiędzy wycofującymi się z Nowotańca Niemcami a Czechosłowacką Brygadą Spadochronową spłonęło ponad 500 domów, z pożogi ocalała szkoła, dwór oraz kościół. 20 września 1944 cofające się przed sowieckim uderzeniem wojska niemieckie rozpoczęły systematyczne palenie domów ludności ukraińskiej, niegdysiejszych sojuszników, która z zemsty wskazywała żołnierzom armii radzieckiej dogodne przejścia w górach i pozycje niemieckie, co np. w Woli Sękowej przyczyniło się do usunięcia wojsk niemieckich. Osiemnastoletni żołnierz niemiecki, który palił Wolę Sękową, a nie zdążył wcześniej uciec, schronił się do cerkwi, stamtąd wyprowadzony, został następnie rozstrzelany przez Sowietów.
Dwór Wiktorów został spalony przez UPA w nocy z 26/27 kwietnia 1946 r. Ostatnich Ukraińców wysiedlono z tej wsi w roku 1947.
Około 1952 decyzją władz komunistycznych została rozebrana cenna miejscowa cerkiew pod wezwaniem św. Michała. Z drewna pozyskanego z rozbiórki mieszkańcy wybudowali Dom Ludowy, który istnieje do dziś.
W ramach obchodów 110. rocznicy Adama Didura, 30 grudnia 1984 w rodzinnej Woli Sękowej ustanowiono pomnik upamiętniający artystę oraz jego córkę Olgę Didur-Wiktorową. Inicjatorem ustanowienia pomnika był miejscowy sołtys Tadeusz Czapla
Od 1 stycznia 2006 rozpoczął działalność przeniesiony ze Wzdowa Uniwersytet ludowy, będący kontynuacją „Małopolskiego Uniwersytetu Ludowego we Wzdowie”. Na jego siedzibę mieszkańcy wsi Wola Sękowa wraz z gminą Bukowsko przekazali na 99 lat budynek szkoły podstawowej.

## Właściciele
- Balowie de Lobetanz (1493–1565)
- Stanowie (1565–1713)
- Tomasz Wictor de Wiatrowice, 1813
- Jakub Wiktor, 1845
- Józef Wiktor, 1845
- Władysław Jan Wiktor, 1887
- Andrzej Brochwicz-Wiktor, 1929
- Regina Wiktor-Brandstaetter

dzierżawcy:
- Andrzej Szczepkowski
- Adolf Kurant

## Zabytki
Do rejestru zabytków został wpisany zespół cmentarza cerkiewnego w Woli Sękowej, w tym cmentarz cerkiewny i dzwonnica.

## Drogi krajowe
Wieś położona jest przy drodze wojewódzkiej nr 889 z Sieniawy, przez Bukowsko do Szczawnego. Droga ta łączy się drogą 892 prowadzącą do przejścia granicznego przez Radoszyce na Słowację. Wieś położona jest 17 km od drogi krajowej nr 28, przebiega przez nią droga powiatowa nr 2208R przebudowana w 2011 roku.